# ویلیس اوژن لمب
ویلیس اوژن لمب (به انگلیسی: Willis Eugene Lamb, Jr.) ‏ (۱۲ ژوئیه ۱۹۱۳–۱۵ مه ۲۰۰۸)، فیزیک‌دان آمریکایی بود. در سال ۱۹۵۵ او به همراه پولیکارپ کوش «برای اکتشافات خود را مربوط به ساختار ریز طیف هیدروژن» موفق به دریافت جایزه نوبل در فیزیک شدند.